# Anzygina zealandica
Anzygina zealandica är en insektsart som först beskrevs av Myers 1923.  Anzygina zealandica ingår i släktet Anzygina och familjen dvärgstritar. Inga underarter finns listade i Catalogue of Life.